# John Coleman Moore
John Coleman Moore (Staten Island, 27 de maio de 1923 — Rochester, Estado de Nova Iorque, 1 de janeiro de 2016) foi um matemático estadunidense. A homologia de Borel−Moore e a sequência espectral de Eilenberg–Moore são nomeadas em sua memória.
Moore nasceu em 1923 em Staten Island, Estado de Nova Iorque e obteve um Ph.D. em 1952 na Universidade Brown, orientado por George William Whitehead. Seu artigo mais citado versa sobre a álgebra de Hopf, em coautoria com John Milnor. Como membro da faculdade da Universidade de Princeton, orientou vinte e quatro estudantes, sendo o ancestral acadêmico de 945 matemáticos. Foi um palestrante convidado (em inglês:  Invited Speaker) no Congresso Internacional de Matemáticos de 1958 em Edimburgo e de 1970 em Nice.
Em 1983 uma conferência sobre a K-teoria foi proferida em Princeton em honra de seu aniversário de sessenta anos. Em 2012 tornou-se fellow da American Mathematical Society. Morreu em 2016 com a idade de noventa e dois anos.